# یوجین دینکین
یوجین بوریسوویچ دینکین (به انگلیسی: Eugene Borisovich Dynkin) (روسی: Евге́ний Бори́сович Ды́нкин؛ ۱۱ مه ۱۹۲۴–۱۴ نوامبر ۲۰۱۴) یک ریاضیدان روسی-آمریکایی بود. او در زمینه‌های احتمال و جبر به‌ویژه گروه‌های لی، جبر لی و زنجیره مارکوف مشارکت داشته‌است. . نمودار دینکین (Dynkin diagram)، سیستم دینکین (Dynkin system) و برهان کمکی دینکین (Lemma Dynkin) به افتخار وی نام‌گذاری شده‌اند.